# 1896년 하계 올림픽 오스트레일리아 선수단
오스트레일리아는 1896년 4월 6일부터 15일까지 그리스 아테네에서 열린 제1회 하계 올림픽에 선수단을 파견했다. 2개 종목에서 선수 1명이 참가하였다.

## 메달 집계

### 종목별 참가 선수 및 메달 집계
| 종목 | 참가 선수 | 1 | 2 | 3 | 합계 |
| 육상 | 2         | 0 | 0 | 2 |      |
| 합계 | 2         | 0 | 0 | 2 |      |

### 메달리스트
| 메달 | 선수        | 종목 | 세부 종목  | 날짜    |
| ---- | ----------- | ---- | ---------- | ------- |
|      | 에드윈 플랙 | 육상 | 남자 1500m | 4월 7일 |
|      | 에드윈 플랙 | 육상 | 남자 800m  | 4월 9일 |

## 종목별 성적

### 육상
트랙 경기
| 선수        | 세부 종목 | 예선   | 예선 | 결선   | 결선 |
| 선수        | 세부 종목 | 기록   | 순위 | 기록   | 순위 |
| 에드윈 플랙 | 800m      | 2:10.0 | 1 Q  | 2:11.0 | 1    |
| 에드윈 플랙 | 1500m     |        |      | 4:33.2 | 1    |

도로 경기
| 선수        | 종목   | 결선  | 결선 |
| 선수        | 종목   | 기록  | 순위 |
| ----------- | ------ | ----- | ---- |
| 에드윈 플랙 | 마라톤 | 37 km | DNF  |

## 테니스
| 선수                         | 세부 종목 | 예선                        | 8강            | 준결승         | 결승           | 최종 순위                                             |           |           |           |   |
| 선수                         | 세부 종목 | 상대 선수 결과              | 상대 선수 결과 | 상대 선수 결과 | 상대 선수 결과 | 최종 순위                                             |           |           |           |   |
| 에드윈 플랙                  | 단식      | 아리스티디스 아크라토풀로스 | 패             | 진출 실패      | 진출 실패      | 진출 실패                                             | 진출 실패 | 진출 실패 | 진출 실패 | 8 |
| 에드윈 플랙 조지 S. 로버트슨 | 복식      |                             |                | 부전승         | 부전승         | 데메트리오스 페트로코키노스 디오니시오스 카스다글리스 | 패        | 진출 실패 | 진출 실패 | 3 |

## 참고 자료
- Lampros, S.P.; Polites, N.G.; De Coubertin, Pierre; Philemon, P.J.; & Anninos, C. (1897). 《The Olympic Games: BC 776 – AD 1896》 (PDF). Athens: Charles Beck. 2013년 1월 16일에 원본 문서 (PDF)에서 보존된 문서. 2010년 4월 9일에 확인함.
- Mallon, Bill; & Widlund, Ture (1998). 《The 1896 Olympic Games. Results for All Competitors in All Events, with Commentary》 (PDF). Jefferson: McFarland. ISBN 0-7864-0379-9. 2011년 5월 14일에 원본 문서 (PDF)에서 보존된 문서. 2010년 4월 9일에 확인함.
- Smith, Michael Llewellyn (2004). 《Olympics in Athens 1896. The Invention of the Modern Olympic Games》. London: Profile Books. ISBN 1-86197-342-X.
- (영어) “Australia at the 1896 Athina Summer Games”. SR/Olympic Sports. 2012년 8월 13일에 원본 문서에서 보존된 문서. 2011년 10월 10일에 확인함.